# Pogoneleotris
Pogoneleotris is een monotypisch geslacht van straalvinnige vissen uit de familie van slaapgrondels (Eleotridae).

## Soort
- Pogoneleotris heterolepis (Günther, 1869)